# Sabon-Guida
Sabon-Guida es una comuna o municipio del departamento de Madoua de la región de Tahoua, en Níger. En diciembre de 2012 presentaba una población censada de 103 232 habitantes.
Se encuentra situada en el centro-oeste del país, entre la frontera con Malí, al noroeste, y con Nigeria, al sur, y al noreste de la capital nacional, Niamey.